# Gustav Sundin
Gustav Albin Sundin, född 5 september 1888 i Gävle, död 23 oktober 1964 på Lidingö, var en svensk folkskollärare, målare och grafiker.
Efter utbildning vid folkskollärarseminariet i Karlstad arbetade Sundin som folkskollärare på olika platser i Dalarna innan han fick en fast tjänst i Bollnäs där han var bosatt större delen av sitt liv. Efter att han i början av 1920-talet förtidspensionerades från sin tjänst på grund av ohälsa studerade han målning vid Althins målarskola i Stockholm samt under tre perioder för André Lhote, Fernand Léger och Amédée Ozenfant i Paris 1927–1931. Därefter tvingades han på grund av ekonomiska skäl avbryta sina målarstudier. Sundin som var mycket intresserad av måleriets teoretiska problem experimenterade tidigt med kubism och i Paris blev han inspirerad av en japansk konstnär att måla i en japaniserande stilisering. Hans konst uppmärksammades av André Warnod som skrev en längre artikel om Sundins konst i tidskriften Comœdia 1931. Bland hans offentliga arbeten märks målningen Hälsingeflottan går i Österled för Folkhögskolan i Bollnäs. Han medverkade 1922 i Liljevalchs salongen och samma år debuterade han med en separatutställning med oljemålningar, akvareller och träsnitt i Gävle under rubriken Kubistisk och exotisk konst. Han medverkade 1927 i Hälsingestämman i Arbrå, Bollnäsutställningen 1929, Salon des Indépendants i Paris 1931 och i ett flertal samlingsutställningar i Gävle, Bollnäs och Söderhamn. Hans konst består av kubistiska motiv, landskap, stilleben, folklivsbilder och porträtt där porträtten av konstnärskollegerna Per Engström och Oscar Bernheim räknas till hans främsta. Vid sidan av sitt konstnärskap var han verksam som namn- och folklivsforskare i framför allt Siljansnäs socken. Sundin är representerad vid Västerås konstförenings konstgalleri. Han är begravd på Bollnäs kyrkogård.